# 安大略省衛生局
安大略省衛生局（英語：Ontario Health，縮寫）是安大略省政府的一個機構，負責監管安大略省醫療系統。
該機構由該省14個地方醫療網絡及以下醫療機構合併而成：
- 安省癌症護理局（英语：Cancer Care Ontario）
- 安省電子病歷局（英语：eHealth Ontario）
- 延齡草生命遺澤網絡
- 安省醫療質素局
- 安省醫療勞動力局（英语：HealthForceOntario）
- 安省遙距醫療網絡[5]
- 安省醫療分享服務

該合併由省長道格·福特領導下的進步保守黨政府推出。2019年11月13日，時任衛生廳長葉麗雅宣布，該省5個醫療機構將於同年12月2日率先轉入安大略省衛生局。

## 外部連結
- Ontario government health webpage